# Karczemki (Litwa)
Karczemki (lit. Karčemkos) − wyludniona wieś na Litwie, w gminie rejonowej Soleczniki, 6 km na północ od Jaszunów. 
W dwudziestoleciu międzywojennym w Polsce, w powiecie wileńsko-trockim województwa wileńskiego.